# Kini and Adams
Kini and Adams è un film del 1997 diretto da Idrissa Ouédraogo.